# Centrolobium
Genre
Centrolobium est un genre de plantes à fleurs dicotylédones de la famille des Fabaceae, sous-famille des Faboideae, originaire d'Amérique centrale et d'Amérique du Sud, qui comprend sept espèces acceptées.
Ce sont des arbres à feuilles caduques pouvant atteindre 30 mètres de haut, qui fournissent un bois d'œuvre commercialisé sous le nom d'« araribà ». Ces plantes se caractérisent par leurs fruits en forme de samares ailées, pouvant avoir jusqu'à 30 cm de long avec une loge épineuse contenant une à quelques graines, et l'abondance de glandes orange, peltées, recouvrant les feuilles et les inflorescences.

## Liste d'espèces
Selon The Plant List (19 novembre 2018) :
- Centrolobium microchaete (Benth.) H.C.Lima
- Centrolobium ochroxylum Rudd
- Centrolobium paraense Tul.
- Centrolobium robustum (Vell.) Benth.
- Centrolobium sclerophyllum H.C.Lima
- Centrolobium tomentosum Benth.
- Centrolobium yavizanum Pittier